# Alekséievka (Stroítel)
Alekséievka — Алексеевка (rus) — és un poble a l'óblast de Bélgorod, a Rússia. El 2010 tenia 1.057 habitants. Pertany al raion (‘districte ’) de Stroítel.